# برت باتن
برت باتن (انگلیسی: Bert Batten؛ ۱۴ مه ۱۸۹۸ – ۱۹۵۶ (۵۷−۵۸ سال)) بازیکن فوتبال اهل بریتانیا بود.
از باشگاه‌هایی که در آن بازی کرده‌است می‌توان به باشگاه فوتبال ردینگ، باشگاه فوتبال اورتون، باشگاه فوتبال پلیموث آرگیل، باشگاه فوتبال بریستول سیتی، باشگاه فوتبال برادفورد سیتی، و باشگاه فوتبال لیتون اورینت اشاره کرد.